# 圣斯特凡诺-迪罗利亚诺
圣斯特凡诺-迪罗利亚诺（義大利語：Santo Stefano di Rogliano）是意大利科森扎省的一个市镇。总面积19平方公里，人口1631人，人口密度85.8人/平方公里（2009年）。ISTAT代码为078134。